# Vredesactie
Vredesactie (voluit Forum voor Vredesactie) is een pluralistische vredesbeweging die ijvert voor een samenleving waarin conflicten worden opgelost zonder geweld of het dreigen ermee. Hiertoe organiseren ze voornamelijk in België pacifistische campagnes en geweldloze directe actie.

## Geschiedenis
In 1968 werd in Antwerpen de Internationale voor Oorlogstegenstanders (IOT) opgericht vanuit een samenwerking tussen vredesbewegingen rond het tijdschrift Protest. De organisatie sloot zich als Vlaamse afdeling aan bij de War Resisters' International en bood vooral ondersteuning voor dienstweigeraars. In 1976 verhuisde het secretariaat naar het Vredeshuis in de Van Elewijckstraat in Elsene en ging de organisatie zich meer richten op politieke verandering. 
In 1979 was het IOT lid van het Overlegcentrum voor de Vrede en stichtend lid van het Vlaams Aktiekomitee tegen Wapenhandel en VAKA, het Vlaams Aktiekomitee tegen Atoomwapens dat aan de basis lag van de Vredesoptocht van 1983. Het werkte ook nauw samen met BurgerDienst voor de Jeugd en Jeugd en Vrede.
In 1991 herdoopte de Internationale voor Oorlogstegenstanders zich tot Forum voor Vredesactie. Een van haar voornaamste actiepunten was de promotie van het idee van sociale verdediging in samenwerking met het Centrum voor Polemologie van de Vrije Universiteit Brussel. In 1997 werd de eerste Bomspotting georganiseerd. Deze bekende actie richt zich tegen het gebruik van en het dreigen met kernwapens door aandacht te eisen voor de kernkoppen van het Amerikaanse leger op de Vliegbasis Kleine-Brogel. Actievoerders betreden dit militair domein met de bedoeling om gearresteerd te worden. Deze burgerlijke ongehoorzaamheid wordt niet vervolgd omdat de Belgische staat in hoger beroep zelf veroordeeld kan worden door het Internationaal Gerechtshof.
In 1999 riep Vredesactie met Trainstopping op tot protest tegen treinen die Amerikaans oorlogsmaterieel over Belgisch grondgebied naar Kosovo moesten brengen. In 2003 was er vergelijkbaar protest naar aanleiding van de oorlog in Irak.
In 2007 lanceerde Vredesactie de campagne NATO-Game Over die resulteerde in een internationale actie aan het NAVO-hoofdkwartier in Haren op 22 maart 2008. Sinds 2014 voert de organisatie actie tegen wapenhandel via het platform www.ikstopwapenhandel.eu.